# 仙台市立岩切中学校
仙台市立岩切中学校（せんだいしりつ いわきりちゅうがっこう）は、宮城県仙台市宮城野区岩切字三所南にある公立中学校。

## 概要
- 仙台市北東部にある田園地帯にあり、利府町に隣接する岩切地区にある中学校で近年団地開発が進み人口増となっており、生徒数も増えている。

## 沿革
- 1947年（昭和22年）4月1日 - 開校

## 学区
- 岩切小学校学区

## 所在地
- 仙台市宮城野区岩切字三所南 23-2

## 部活動
- 陸上部（男女）
- バスケットボール部（男女）
- バレーボール部（女）
- ハンドボール部（男）
- バドミントン部（男女）
- ソフトテニス部（男女）
- ソフトボール部（女）
- 野球部（男）
- サッカー部（男）
- 剣道部（男女）
- 総合文化部（男女）
- 吹奏楽合唱部（男女）

## 主な出身者
- 庄子賢一（衆議院議員）
- 石垣のりこ（参議院議員・アナウンサー）
- 白岩蘭奈 （バレーボール選手：フォレストリーヴズ熊本）